# Libera Chat

Logotipo do Libera Chat

Na informática, o Libera chat, estilizado Libera.Chat, é uma rede de bate-papo IRC para projetos colaborativos de software livre e de código aberto, fundada em 2021 por ex-membros da equipe da Freenode, depois que a rede Freenode foi adquirida por Andrew Lee, fundador da Private Internet Access.

## História

### Freenode
Christel Dahlskjaer, então chefe de equipe da Freenode, incorporou uma nova empresa chamada Freenode Limited e transferiu a propriedade para o empresário de tecnologia Andrew Lee em 2017, que ambos disseram ser exclusivamente para financiar a rede e executando as conferências Freenode #live. De acordo com a equipe, eles não foram informados do conteúdo do acordo e foram informados de que isso não afetaria as operações diárias da Freenode, já que a empresa apenas administrava a conferência e nada mais.
Em maio de 2021, vinte a trinta membros da equipe Freenode renunciaram após o que eles descreveram como uma tentativa de "aquisição hostil" por Andrew Lee. Em fevereiro de 2021, Dahlskjaer adicionou o logotipo da Shells, uma empresa e serviço que Lee co-fundou, ao site da Freenode. Após as críticas da equipe, Dahlskjaer renunciou à liderança da Freenode logo depois. Após a renúncia de Dahlskjaer, a equipe da Freenode elegeu Tom Wesley (tomaw) como chefe da equipe e fez uma postagem no blog explicando as mudanças na liderança. A equipe alega que Lee removeu a postagem do blog pouco depois. Hackaday relatou que um associado de Andrew Lee, Shane Allen, foi registrado alegando que seria promovido a membro da equipe, e também foi registrado recrutando outros para a equipe. Hackaday também relatou que Allen ofereceu a presidente da equipe de segurança da Alpine Linux, Ariadne Conill, doações para seu projeto se ela se juntasse à equipe e apoiasse a reivindicação de Lee pela Freenode. Em 11 de maio, Lee nomeou uma nova pessoa para supervisionar a infraestrutura da Freenode e publicou uma declaração acusando os membros da equipe de destituir Dahlskjaer. A equipe da Freenode demitiu-se em massa, e algumas declarações publicaram sua visão do que aconteceu. Alguns acusaram Lee de aplicar pressão legal a Wesley.
Andrew Lee negou essas alegações e disse haver fornecido à Freenode milhões de dólares e que os funcionários destituíram Dahlskjaer como chefe de equipe. Lee também acusou Wesley de assediar Dahlskjaer e também de tentar uma "aquisição hostil". Em um comunicado divulgado por Lee, ele disse que tem direito de acesso aos servidores da Freenode, pois é proprietário da Freenode Limited.

### Libera Chat
Depois de se demitir da Freenode, alguns ex-funcionários criaram o Libera chat em 19 de maio de 2021. Eles descreveram a rede como uma sucessora da Freenode, que pretendem focar em "projetos de software livre e de código aberto e esforços colaborativos de espírito semelhante". Desde 20 de maio de  2021 alguns canais Freenode já haviam migrado para a nova rede, incluindo aqueles para as comunidades Vim e RepRap, e alguns, como cURL, disseram estarem se preparando para migrar.